# Acacia gardneri
Acacia gardneri é uma espécie de leguminosa do gênero Acacia, pertencente à família Fabaceae.